# Китайска програма за проучване на Луната
Китайската програма за проучване на Луната (на китайски: 中國探月) е научноизследователска програма на Китай за изучаване на единствения естествен спътник на Земята.

## История
Китай става третата страна след СССР и САЩ, която изстрелва собствена ракета в Космоса. Това се случва през 2003 година. Поставена е цел, по програмата, да бъдат изпратени китайски астронавти до Луната до 2036 година.. Мисията е проектирана на три етапа: Фаза I: Изпращане на една или повече безпилотни мисии в орбита на Луната за извършване на проучване и картиране на лунната повърхност.
Фаза II: Изпращане на 1 до 2 мисии за кацане на повърхността на Луната, където те ще разположат роботизирани лунни маршрути за изследване на зоните около мястото за кацане.
Фаза III: Изпращане на 1 до 2 мисии за кацане на Луната, за да се събират мостри от лунни почвени проби и да се върнат на Земята.